# TOI 700
TOI 700 este o pitică roșie la 101,4 ani lumină distanță de Pământ, situată în constelația Peștele de Aur, care găzduiește TOI 700 d, prima exoplanetă de dimensiunea Pământului din zona locuibilă descoperită de Satelitul TESS (Transiting Exoplanet Survey Satellite).

## Nomenclatură și istorie
Acronimul „TOI” se referă la stelele și exoplanetele studiate de TESS și este prescurtarea de la „Transiting Exoplanet Survey Satellite Object of Interest”.

## Sistem planetar

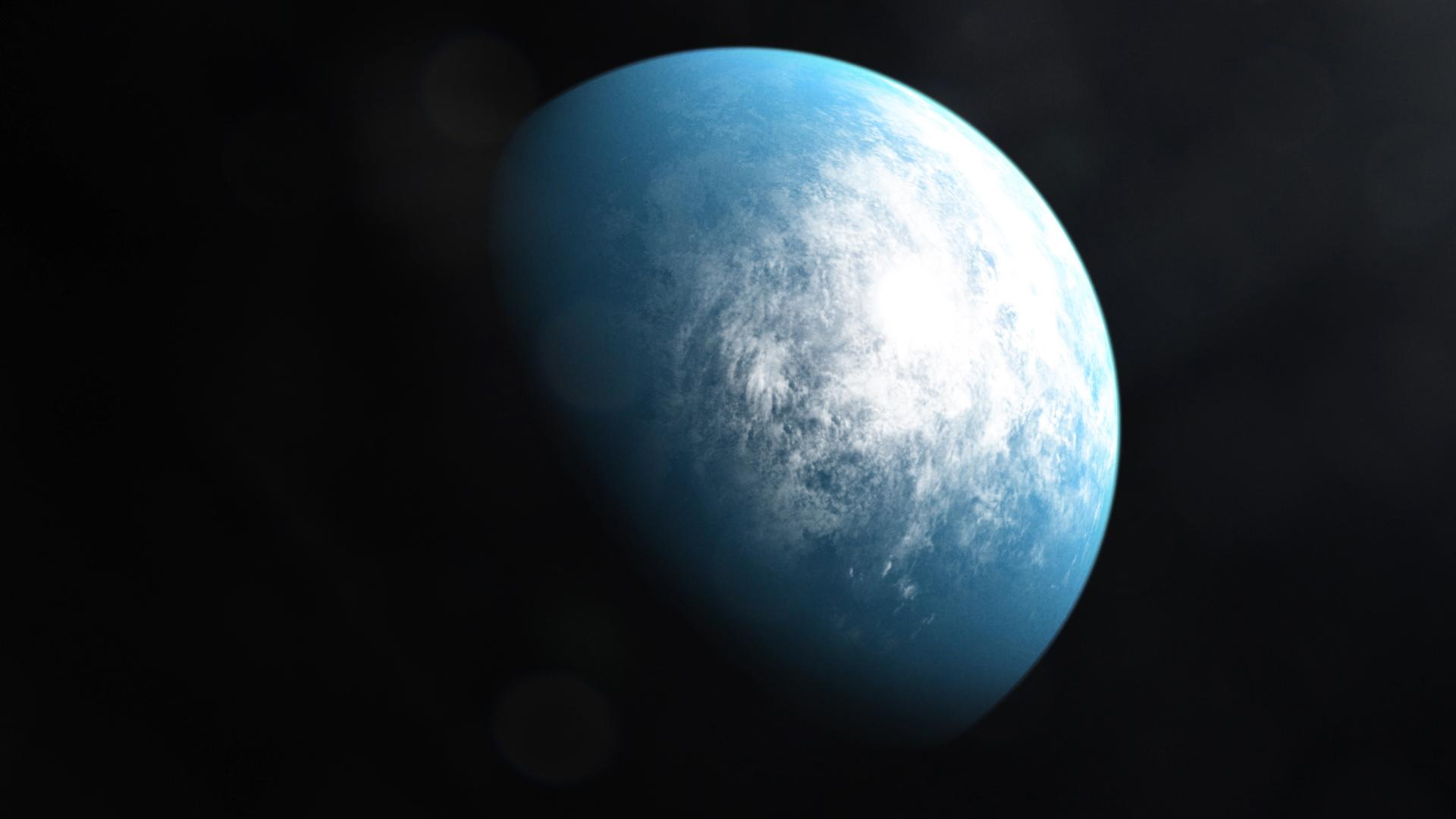
Exoplaneta TOI 700 d - desen artistic

Patru exoplanete au fost detectate de TESS că orbitează în jurul stelei gazdă TOI 700. Toate cele patru exoplanete pot fi blocate în rotație sincronă cu TOI 700.